# عائشة موسى السعيد
عائشة موسى السعيد أكاديمية، ناشطة حقوقية واجتماعية ونسوية سودانية، وكانت عضوة في مجلس السيادة السوداني الذي يحكم السودان منذ 21 أغسطس 2019 حتى استقالتها في 12 مايو 2021. جائت عضويتها تمثيلا لتحالف قوى إعلان الحرية والتغيير الذي يتقاسم أعضاؤه مجلس السيادة مناصفة مع المجلس العسكري الانتقالي. وتعتبر عائشة وزميلتها عضوة مجلس السيادة رجاء نيكولا هما أول امرأتين في التاريخ السوداني الحديث يشغلان دورًا رئاسيًا في السلطة التنفيذية بالدولة.
تعرف عائشة بكونها ناشطة في مجال حقوق المرأة وداعية إلى تحسين جودة التعليم وزيادة العدالة في تطبيقه وإضفاء المزيد من اللامركزية عليه، والتطبيق العملي للمعرفة المكتسبة في السودان. وهي زوجة الشاعر الراحل محمد عبد الحي (شاعر).

## النشأة والتعليم
ولدت في مدينة الأبيض حيث درست فيها مراحلها الابتدائية، وتخرّجت من معهد المعلومات بجامعة الخرطوم، وحصلت في العام 1968 على الدبلوم العالي من جامعة ليدز ثم نالت الماجستير في اللغة الإنجليزية من جامعة مانشستر في العام 1987. خلال إقامتها هناك، أجرت بحثًا متعلقًا بدراسات الدكتوراه وتولت منصب سكرتير جمعية الطلاب السودانيين.

## الأدوار الأكاديمية
كانت عائشة عضوًا في مجلس أمناء لجنة جوائز الطيب صالح العالمية. في يناير 2018، كانت رئيسة لجنة جائزة غادة للكتاب الشباب.
في يناير 2018، كانت عائشة أستاذة جامعية في جامعتين سعوديتين، إذ عملت أستاذة وكبير موجهي اللغة الإنجليزية ومديرة التأهيل التربوي ثم أستاذة بجامعة الملك سعود.

## النشاط
نشطت موسى في حركة حقوق المرأة في السودان لعدة عقود.

## مجلس السيادة
بموجب مسودة الإعلان الدستوري في أغسطس 2019 تم ترشيح موسى من قبل تحالف قوى إعلان الحرية والتغيير كأحد الأعضاء المدنيين في مجلس السيادة، وهو المجلس القائم بدور رئيس دولة السودان خلال الفترة الانتقالية البالغة 39 شهرًا والتي بدأت في أغسطس 2019. استقالت من المجلس في 12 مايو 2021، قائلة إن الأصوات المدنية في المجلس لا تُسمع، وقبلت استقالتها بعد يومين.

## آراؤها
في عام 2018، جادلت عائشة بأن "الحالة الفريدة اجتماعيًا" للهوية والعرقية المختلطة للسودان (العربية والأفريقية) قد تمت إدارتها بشكل سيء منذ أن أصبح السودان دولة مستقلة، قائلة: "هذا الفهم المستقر وبناء الهوية السودانية قد تحطم بسبب الهواجس والأخطاء التي نشأت على يد حكومات مختلفة منذ الاستقلال". وذكرت أن حكومات السودان هي "الوريثة الحقيقية للسياسات الاستعمارية" وفشلت في تشجيع التعليم. وقالت إن الحكومات قامت "بمركزة الإدارة والمعرفة"، وأن التوزيع غير العادل لأدوات ووسائل حياة أفضل أعاق الإنتاج، بل حتى قد أعاق الاحتياجات الحيوية للناس في المناطق النائية من البلاد الشاسعة، وهاجر الناس إلى الخرطوم لنيلها جاهزة."
جادلت عائشة ضد المعرفة النظرية البحتة، قائلة: «تظل المعرفة، بدون عمل ميداني وجو للتطبيق العملي، فلسفة للتأملات النظرية. . . . يتم إساءة استخدام التقنيات والمنتجات النهائية المتاحة، لأن إنتاج المعرفة واستثمار المنتجات مكملان لبعضهما البعض؛ وإلا فإننا سينتهي بنا الحال بتداول التحف.»
تجادل عائشة بأن مجال خبرتها، وهو الترجمة، هو فن مستقل ومجال من اللغويات التطبيقية، وأن المترجمين «مبدعون وخبراء في البلاغة، وفن الاستنساخ، وإعادة الصياغة، والترجمة الصوتية». تفضل عائشة التنسيق الجيد بين المترجم والكاتب، وإخلاص المترجم للجودة الأصلية للنص.